# Prelatura territorial de Santiago Apóstol de Huancané
La prelatura territorial de Santiago Apóstol de Huancané (en latín: Praelatura Territorialis Sancti Iacobi Apostoli de Huancané) es una circunscripción eclesiástica de la Iglesia católica en Perú. Se trata de una prelatura territorial latina, sufragánea de la arquidiócesis de Arequipa. Desde el 3 de abril de 2019 su prelado es Giovanni Cefai, de la Sociedad Misionera de San Pablo.

## Territorio y organización
La prelatura territorial tiene 18 881 km² y extiende su jurisdicción sobre los fieles católicos de rito latino residentes en los siguientes distritos del departamento de Puno:
- Sandia, Alto Inambari, Cuyocuyo, Patambuco, Quiaca, San Juan del Oro, San Pedro de Putina Punco y Yanahuaya en la provincia de Sandia;
- Moho, Conima, Huyrapata y Tilali, que constituyen toda la provincia de Moho;
- Ananea, Quilcapuncu y Sina en la provincia de San Antonio de Putina;
- Cojata, Huancané, Inchupalla, Pusi, Rosaspata, Taraco y Vilque Chico en la provincia de Huancané.

La sede de la prelatura territorial se encuentra en la ciudad de Huancané, en donde se halla la Catedral de Santiago Apóstol.
En 2021 en la prelatura territorial existían 22 parroquias agrupadas en 4 zonas pastorales.

## Historia
La prelatura territorial fue erigida por el papa Francisco el 3 de abril de 2019 con la bula Veritatis praecones, obteniendo el territorio de las prelaturas territoriales de Ayaviri y Juli.

## Estadísticas
Según el Anuario Pontificio 2022 la prelatura territorial tenía a fines de 2021 un total de 174 780 fieles bautizados.
| Año                                                                             | Población            | Población | Población      | Sacerdotes | Sacerdotes    | Sacerdotes    | Bautizados por sacerdote | Diáconos permanentes | Religiosos | Religiosos | Parroquias |
| Año                                                                             | Bautizados católicos | Total     | % de católicos | Total      | Clero secular | Clero regular | Bautizados por sacerdote | Diáconos permanentes | Varones    | Mujeres    | Parroquias |
| ------------------------------------------------------------------------------- | -------------------- | --------- | -------------- | ---------- | ------------- | ------------- | ------------------------ | -------------------- | ---------- | ---------- | ---------- |
| 2019                                                                            | 170 415              | 200 489   | 85.0           | 15         | 13            | 2             | 11 361                   |                      |            | 14         | 20         |
| 2020                                                                            | 172 200              | 202 600   | 85.0           | 17         | 17            |               | 10 129                   |                      |            | 5          | 20         |
| 2021                                                                            | 174 780              | 205 640   | 85.0           | 16         | 16            | 2             | 10 923                   |                      |            | 5          | 22         |
| Fuente: Catholic-Hierarchy, que a su vez toma los datos del Anuario Pontificio. |                      |           |                |            |               |               |                          |                      |            |            |            |

## Episcopologio
- Giovanni Cefai, M.S.S.P., desde el 3 de abril de 2019